# Леепин, Петер
Петер Леепин (нем. Peter Leepin, 21 ноября 1920, Базель — 24 июля 1995) — швейцарский шахматист, национальный мастер.
Неоднократный участник чемпионатов Швейцарии. Лучший результат — 4-е место в 1950 г.
Двукратный победитель Кубка Швейцарии (одна из побед датируется 1955 г.).
В составе сборной Швейцарии участник трех международных матчей: со сборной Франции (1946 г.; 2 из 2 против Л. Биго), со сборной Югославии (Любляна, 1949 г.; ½ из 2 против Б. Рабара) и со сборной Саара (Цюрих, 1955 г.; ничья с Гесснером).
Наиболее известен тем, что в 1941 г. представлял Швейцарию на чемпионате Европы в Мюнхене (3 из 15, 16-е место).